# The Big Hole

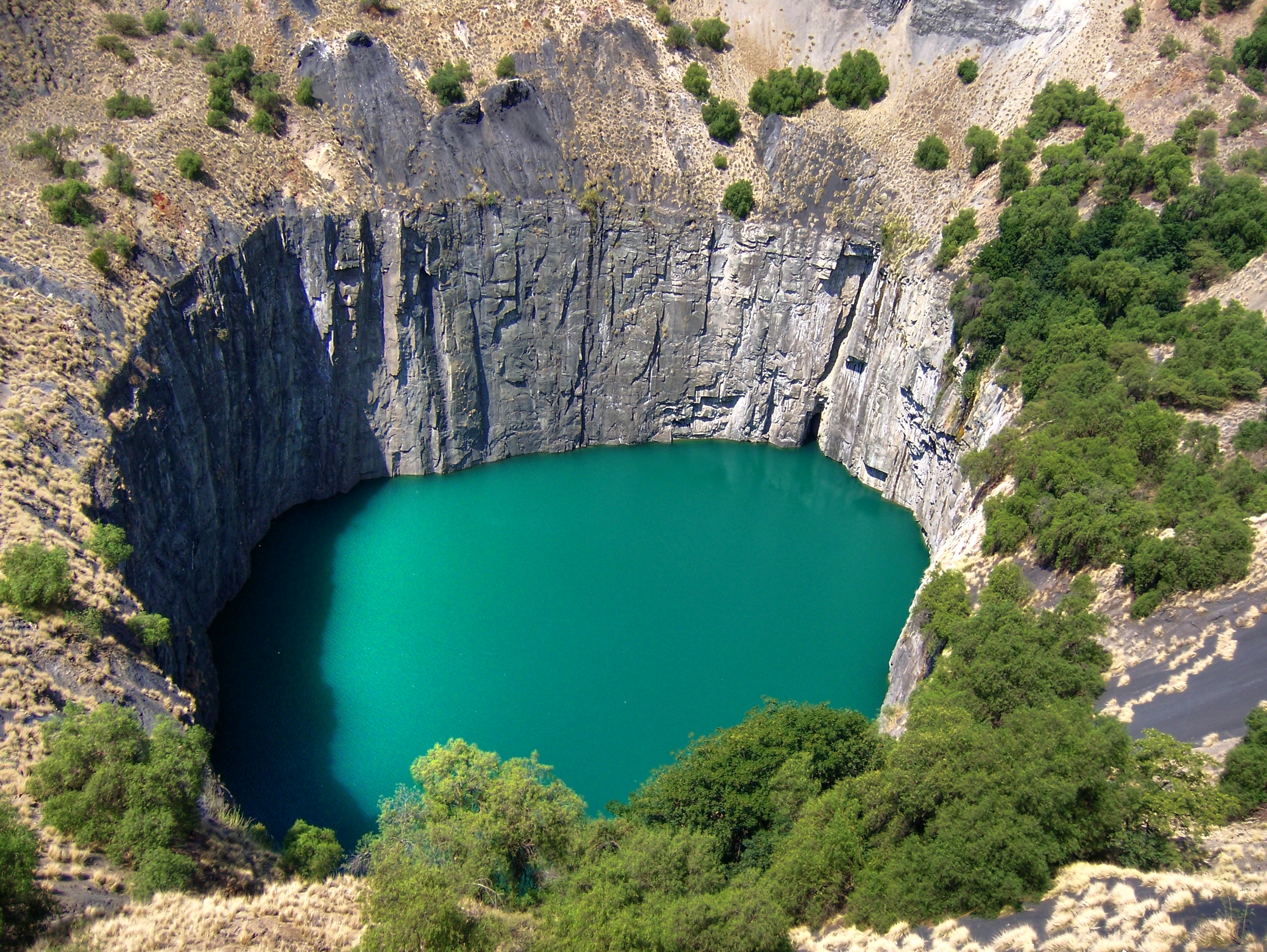
Big Hole, Kimberley.

O Big Hole (em português: Grande Buraco) é uma cratera, que fica na cidade de Kimberley, África do Sul.
O Big Hole é o maior buraco do mundo feito a mão. Ele foi feito devido à excessiva mineração nos arredores de Kimberley.

## História
De 1866 a 1914, mais de 50 000 mineiros escavaram o buraco com pás e picaretas, tirando deste 2720 kg de diamantes. O Big Hole ocupa 17 hectares e tem 463 metros de largura. O buraco foi escavado até uma profundidade de 240 metros, e depois enchido com entulho para ajudar a reduzir a sua profundidade a 215 metros. Desde então acumulou água até aos 40 metros abaixo da superfície, inundando 175 metros do buraco. A mina subterrânea de Kimberley foi escavada até uma profundidade de 1097 metros.
Existe actualmente um esforço para registar o Big Hole como Património Mundial.
sdfg